# 伊豆にらやまカントリークラブ
伊豆にらやまカントリークラブ（いずにらやまカントリークラブ）は、静岡県伊豆の国市にあるゴルフ場である。

## 概要
伊豆半島のほぼ中央、丘陵台地の南斜面は、霊峰富士山と駿河湾を一望する雄大なパノラマ景観と温暖な伊豆の四季折々の自然美との融合とともに、借景を織り交ぜたロケーションに「伊豆にらやまカントリークラブ」は広がる。
コース設計は、赤星四郎が東・中コースを、加藤俊輔が西コースを行った。赤星の頑なに貫いてきた設計思想である「ありのままの自然の地形をできるだけ生かした、起伏に富んだ戦略的なコース造り」を基本に検討され、「アンジュレーションこそがゴルフの生命であり、極力自然のままの状態を保つことで正当なゴルフが愉しめる」という設計コンセプトに終始した。そして、プレーヤーが各々の力量に応じてチャレンジできる、飛距離より正確なショットが要求され、グリーンは大きくアンジュレーションがあり、走るグリーンなどが盛り込まれた。
「伊豆にらやまカントリークラブ」の前身は「伊豆長岡カントリークラブ」で、1961年（昭和36年）に開場された。しかし乱脈経営により経営が破綻し、債権者の手によって整理された。1982年（昭和57年）10月1日、18ホールの造成工事が完成し、開場された。1993年（平成5年）、増設9ホールが完成し、27ホールに拡大された。
アウトコース1番のロングホールは、駿河湾に向かっての豪快な打ち下ろしホールである、右手には富士山を仰ぎ見ることが出来る。コースレイアウトは、プレーヤーの力量に応じて楽しめるコースである。コース全体からは、霊峰富士から連なる景観を眺めながらのプレーを楽しむことが出来る。伊豆にらやまカントリークラブでは、1985年（昭和60年）に「関東プロゴルフ選手権大会」、1989年（昭和64年）に「日経カップ 中村寅吉メモリアル」などのプロトーナメントが開催された。
また、静岡県下で赤星四郎が設計したコースは、「熱海ゴルフ倶楽部」（1939年（昭和14年）開場）、「富士カントリークラブ」（1958年（昭和33年）開場）、「御殿場ゴルフ倶楽部」（1971年（昭和46年）開場）、「伊豆にらやまカントリークラブ」（1982年（昭和57年）開場、東・中コース）など4コースがある。

## 所在地
〒410-2113 静岡県伊豆の国市中1613番地

## コース情報
- 開場日 - 1982年10月1日
- 設計者 - 赤星 四郎（東・中コース）、加藤 俊輔（西コース）
- 面積 - 1,350,000m2（約40.8万坪）
- コースタイプ - 山岳コース
- コース - 27ホールズ、パー108、9,970ヤード、コースレート、東・中・ベント71.4、中・西コース71.4、西・東コース71.7
- フェアウェー - コウライ
- ラフ - ノシバ
- グリーン - 1グリーン、ニューベント
- ハザード - バンカー62、池が絡むホール5
- ラウンドスタイル - 全組セルフプレー、リモコン付5人乗り乗用カート、2名1組より予約受付
- 練習場 - 22打席280ヤード
- 休場日 - 第1･最終水曜日[5][6]

## クラブ情報
- ハウス面積 - 3,300m2（998.2坪）
- ハウス設計 - 中設計事務所 株式会社・株式会社 神田設計事務所
- ハウス施工 - 戸田建設 株式会社[5][6]

## ギャラリー
- コース - [7]
- ハウス - [8]

## 交通アクセス
- 鉄道 - 伊豆箱根鉄道 - 伊豆長岡駅より クラブバス利用 約15分[9]
- 道路 - 東名高速道路 - 沼津ICより 20Km[9]

## 関連文献
- 『ゴルフ場ガイド 東版』、2006-2007、「伊豆にらやまカントリークラブ」、東京 ゴルフダイジェスト社、2006年5月